# Antanas Guoga
Antanas Guoga, né le 17 décembre 1973 à Kaunas, est un joueur professionnel de poker plus connu sous le nom de Tony G, homme d'affaires et homme politique lituanien. Il est député européen de 2014 à 2019.

## Biographie
Sa famille quitte la Lituanie pour s'installer à Melbourne en Australie, alors qu'il a onze ans.
Antanas Guoga est impliqué dans le basket-ball de son pays d'origine. Il finance une grande part des 500 000 $ d'entrée pour que l'équipe de Lituanie de basket-ball participe au championnat du monde de basket-ball masculin 2010. Son site de pari TonyBet.com créé en 2009, devient le sponsor officiel et Guoga devient directeur de l'équipe de 2010 à 2012. Il est aujourd'hui[Quand ?] l'un des vice-présidents de la fédération de Lituanie de basket-ball. En juin 2017, après la démission du président du Lietuvos rytas, Gedvydas Vainauskas, Guoga, qui détient environ la majorité des parts du club, en devient le nouveau président.
Depuis 2014, Guoga est marié à Aistė Šlapokaitė, une modèle pour des marques de vêtements comme Armani Jeans Jeans ou Prada. Guoga et Šlapokaitė se sont rencontrées lors des célébrations de son 30e anniversaire dans une boîte de nuit de Vilnius. Ensemble, ils ont deux fils (Herkus, né en 2015 à Bruxelles et Tauras, né en 2016 à Vilnius). Guoga a également un fils et deux filles issus de relations antérieures.

## Carrière de joueur de Poker
En 2004, Tony G atteint deux fois la table finale lors des World Series of Poker 2004. La même année, il fait second au WPT de l'Aviation Club de France à Paris.
En 2005, il remporte 260 000 £ au 5 000 £ No Limit Hold-Em Main Event à l'European Poker Championships. Il représente l'Australie lors de l'Intercontinental Poker Championship et termine deuxième sur les 21 participants venant d'autant de nations.
En 2005, il remporte l'European Poker Championship à Londres, pour un gain de 260 000 €.
En 2006, il remporte le WPT Bad Boys of Poker II à Los Angeles pour 25 000 $. Il a porté un kimono tout au long de l’événement pour promouvoir le poker au Japon. 

Toujours en 2006, il termine deuxième derrière Yosh Nakano alors qu’il représentait l’Australie lors du premier Intercontinental Poker Championship, remportant 150 000 $. 

En novembre 2006, il remporte l’Asian Poker Tour qui s’est déroulé à Singapour, remportant 451 700 $, et annonce qu’il donnerait la moitié à des œuvres caritatives asiatiques et australiennes choisi par Betfair, sponsor du tournoi.
En novembre 2007, il remporte le Moscow Millions, à Moscou et gagne 205 000 $. Tony annonce qu'il souhaite que cet argent soit remis à des orphelinats russes, inspiré par le joueur Barry Greenstein qui prend l'initiative de donner ses gains au poker à des œuvres de charité.
En janvier 2008, Tony a reçu le prix Shining World Leadership Award à Melbourne, en Australie.
En 2009, il termine troisième de l'European Poker Tour à Monte-Carlo, pour un gain de 420 000 €.
Le 23 février 2010, Antanas Guoga crée la Fédération lituanienne du poker à Vilnius.
En 2014, Tony G annonce qu'il quitte le poker professionnel. Cependant il continue de jouer en Cash Game High Stackes, et on le voit de nouveau sur le circuit professionnel à partir de 2017.
Depuis 2017, il est membre de la team Coinpoker, le premier logiciel de poker en ligne basé sur la blockchain,.
En 2018, il a participé l’émission télévisé The Big Game avec des pros du poker comme Viktor Blom, Sam Trickett, Rob Yong.
Fin 2018, le total de ses gains en tournois live dépasse 5 679 000 $.

## Carrière politique
En 2014, il est élu député européen pour le Mouvement libéral de la République de Lituanie. Initialement membre du groupe ALDE, il rejoint celui du PPE au mois d'octobre 2016.
En 2017, il est cité dans le scandale des Paradise Papers,.